# Obersöchering
Obersöchering é um município da Alemanha, situado no distrito de Weilheim-Schongau, no estado da Baviera. Tem 24,27 km² de área, e sua população em 2019 foi estimada em 1.529 habitantes.